# Inoxcrom
Inoxcrom és una empresa catalana dedicada a la fabricació d'articles per a l'escriptura i l'oficina, amb seu a Barcelona.

## Història
Va ser fundada el 1953 per Manuel Vaqué Ferrandis i Ricardo Gurina Perez, i el 1955 va posar al mercat la primera ploma estilogràfica.
El 2009, Albert i Ricard Novel, fins aleshores els màxims accionistes, van cedir la seva participació del 52% a Sebastià Clotet.
El juliol de 2012 es va liquidar tota la plantilla del grup. Aleshores, els antics treballadors van crear la cooperativa Inoxgrup per a continuar fabricar i comercialitzar els seus productes amb la mateixa marca, cedida per un dels antics propietaris.